# Roza Anagnosti
Roza Anagnosti est une actrice albanaise née le 27 octobre 1943 à Shkodër.

## Biographie
Elle est la femme du réalisateur albanais Dhimitër Anagnosti et elle a interprété des rôles dans plusieurs de ses films.

## Filmographie
- 1963 : Detyrë e posaçme (La mission particulière)
- 1966 : Le Commissaire de la lumière (Komisari i Dritës) de Dhimitër Anagnosti
- 1968 : Les Plaies anciennes (Plagë të vjetra) de Dhimitër Anagnosti
- 1972 : Ndërgjegja (La conscience)
- 1974 : Qyteti më i ri në botë (La toute nouvelle ville au monde)
- 1976 : Fije që priten (Les fils rompus)
- 1979 : Mësonjëtorja ( L'institutrice) ; Në shtëpinë tonë (Dans notre maison)
- 1981 : Dita e parë e emrimit (Le premier jour de l'affectation)
- 1982 : Besa e kuqe (La promesse rouge); Rruga e lirisë (Le chemin de la liberté)
- 1984 : Taulanti kërkon një motër (Taulant veut une petite sœur)
- 1985 : Gurët e shtëpisë sime ( Les pierres de ma maison) de Dhimitër Anagnosti
- 1987 : Botë e padukshme (Monde invisible) ; Familja ime (Ma famille) ; Vrasje ne gjueti (Meurtre à la chasse)
- 1988 : Rekonstruksioni (La reconstruction) (téléfilm)
- 1989 : Le Retour de l'armée morte (Kthimi i Ushtrisë së Vdekur) de Dhimitër Anagnosti
- 1990 : Vetmi (Solitude)